# Pterapogon mirifica
Pterapogon mirifica är en fiskart som först beskrevs av Mees, 1966.  Pterapogon mirifica ingår i släktet Pterapogon och familjen Apogonidae. Inga underarter finns listade i Catalogue of Life.